# Lomitas
Lomitas är en ort i Honduras.   Den ligger i departementet Departamento de Yoro, i den centrala delen av landet, 110 km norr om huvudstaden Tegucigalpa. Lomitas ligger 613 meter över havet och antalet invånare är 1 552.
Terrängen runt Lomitas är varierad. Runt Lomitas är det ganska tätbefolkat, med 58 invånare per kvadratkilometer. Närmaste större samhälle är Santa Rita, 10,3 km nordväst om Lomitas. 